# Peștera cu apă din Valea Firei
Peștera cu apă din Valea Firei este a doua peșteră ca lungime din țară și cu siguranță foarte curând va trece pa locul unu, detronând Peștera Vântului. Este formată din două unități distincte, Peștera Mare din Valea Firei și Avenul din Poieniță cunoscută și ca  Sistemul Humpleu.

## Localizare
Peștera este situată in Bazinul Superior al Someșului Cald, între Valea Firei și Valea Ponorului.

## Căi de acces
Accesul în zonă se face pe ruta Huedin-Mărgu-Rachițele-Doda Pilii.

## Istoric
În septembrie 1984, clujanul Angelo Bulboacă a descoperit o mică deschidere într-un con de grohotiș, aflată în versantul drept a Văii Firei (Dealul Humpleu). Împreună cu I. Pop și M. Almașan, două luni mai târziu, după mai multe ture de dezobstrucție, au pătruns în Peștera Mare din Valea Firei, descoperind Sala de Intrare, Sala Domului Prabușit, Galeria Rol și Galeria Falselor Lacuri.
În explorări au intrat și speologii de la Z Oradea care tatonaseră zona câțiva ani înainte. Din concurența celor doua echipe a rezultat o descoperire de exceptie. 40 km de peșteră în doar 10 ani, comparativ cu Peștera Vântului în care exclusiviștii speologii de la CSA Cluj au explorat 40 km în 40 de ani. Un sistem carstic de peste 40 km cu un potențial de peste 100 km.

## Descriere
Peștera Mare din Valea Firei este o peștera complexă care cuprinde aproape toate elementele carstice. Cavitatea este dispusă pe doua nivele: nivelul superior, fosil, format dintr-o succesiune de mari săli bogat concreționate și unul inferior, activ, situat la 30-50m sub nivelul fosil, larg, bogat concreționat, cu un râu subteran cu debit mediu. Fosilul este alcatuit din: Sala de Intrare, respectiv Sala Ondine, care are o lungime de 365 m, lațimi cuprinse între 25–30 m și înalțimi de 10–15 m. Fosilul continuă cu Sala de Dans (304/77/55 m), Sala Buzunar (55/78/10 m), Sala Suspendată (108/42/12 m), Sala Club (100/54/22 m), Sala Dan Coman (242/73/23 m), Sala Minunilor (230/40/30 m), Sala Gabor Halasi (490/103/35 m), Salile Charonte, Sălile Grenoble, Sălile "A", Sala Bivuacului, Sala Înaltă (80/75/80 m), Sala Giganților (750/111/35 m), Sala Pagodelor (50/40/20 m), Sala "89" (110/30/22 m), Sala Helictitelor (75/50/22 m), Sala cu Ferestre (40/30/18 m), Sala Finală, Sala Amfiteatru si Sala Bingo. Aceste săli sunt separate de sectoare de galerii pline de scurgeri calcitice sau de prăbușiri. 
Etajul activ este alcătuit din: Galeria Activului principal (4900 m), Galeria Afluentului (780 m), Galeria Marmitelor(245 m), Raul subteran din Pestera cu Apa din Valea Firei (150 m). Până în 2009 au fost descoperite 22 de săli, dintre care 4 sunt și cele mai mari din România:
1. Sala Giganților (750/111/35 m), cu un volum de peste 2.800.000 m³, a doua ca mărime din Europa, cu o suprafață de 6 ha, a opta din lume. 
2. Sala Gabor Hallasi (490/103/35 m), cu volumul de aproximativ 1.300.000 m3.
3. Sala de Dans (304/77/55 m), cu volumul de 480.000 m3.
4. Sala Dan Coman (242/73/23 m), cu volumul de 410.000 m3.
Etajul activ este plin de marmite turbionare, lingurițe,gururi, stalactite, stalacmite, coloane.
Avenul din Poieniță este o succesiune de puțuri largi separate de mici târâșuri și meandre urmat de un sector de strâmtori și mici săritori iar în zona finală puțuri de mari dimensiuni, fiind dezvoltate în clopot sau pe fracturi. Urmează o galerie foarte strâmtă, aproximativ orizontală, lungă de 150 m, unde apare un râu, care după ce parcurge galeria, se varsă într-un afluent al activului principal al sistemului.

## Biologie
Peștera este intens cercetată de biospeologii ISER Cluj Napoca.

## Conditii de vizitare
Peștera este închisă și poate fi vizitată numai cu aprobarea ISER Cluj Napoca în echipe bine antrenate și echipate.